# Прибутковий будинок Макса Гельферіха
Прибутковий будинок Макса Гельферіха — пам'ятка архітектури та містобудування, колишній прибутковий будинок початку XX століття у стилі північний модерн, розташований у центрі Харкова на вулиці Чорноглазівській, 14. Збудований у 1910—1915 роках за проєктом Олександра Івановича Ржепішевського.

## Історія
На початку XIX століття земельна ділянка, на якій пізніше зведено будинок, належала доктору медицини та ректорові Імператорського Харківського університету Івану Петровичу Щелкову. Він звів двоповерховий житловий будинок і службові споруди, а решту території займав великий сад. У 1890 році Щелков продав маєток Альберту Християновичу Гельферіху — купцю першої гільдії німецького походження. Після смерті Альберта у 1899 році садибою володіла його вдова Оттілія Костянтинівна. У 1913 році власність перейшла до їхнього сина — Макса Альбертовича Гельферіха, уродженця Харкова, який того ж року подав клопотання про спорудження нового прибуткового будинку на місці старої будівлі. Проєкт розробив відомий український інженер-архітектор польського походження Олександр Іванович Ржепішевський.
Архітектор не зруйнував старий будинок Щелкова, а добудував до нього нову кутову секцію з мансардою. Будівництво завершено у 1915 році. Вартість об'єкта на той час оцінювалася в 60 тисяч рублів. Будівля використовувалася як прибутковий будинок — квартири тут здавалися в оренду. Серед орендарів були представники юридичної та інженерної інтелігенції: присяжні повірені Леонід Переверзєв і Аркадій Йозефович, інженер-технолог Олександр Андрєєв.
Макс Гельферіх, окрім підприємницької діяльності, захоплювався автомобілями, він був членом спортивно-технічної комісії Південноросійського автомобільного клубу в Харкові та володів двома автівками. У 1915 році вирушив добровольцем на фронт, а згодом вступив до військово-авіаційної школи. У 1916 році продав будинок А. М. Геронімусу. У 1937 році він був заарештований у П'ятигорську та розстріляний. Після початку радянської окупації будинок націоналізований та перетворений на комунальні квартири.

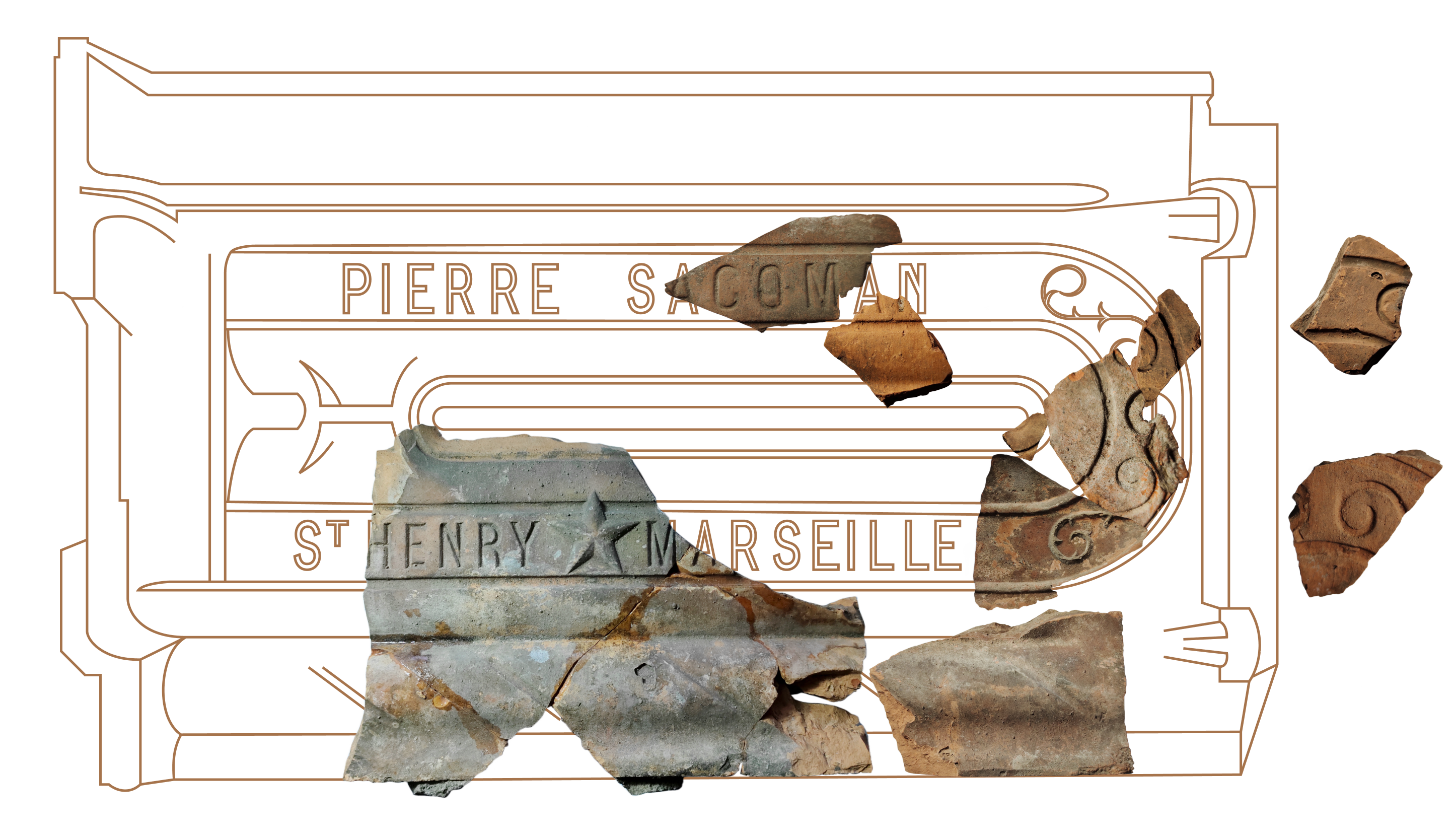
Уламки марсельської черепиці, що впала з будинку після вибуху російської ракети поруч

У 2021 році замовлено реставрацію фасаду, стель, балконів, а також приміщень під'їзду. До початку широкомасштабного вторгнення ремонтні роботи були проведені лише частково. Будівля зазнала пошкоджень внаслідок російських обстрілів 23 липня 2022 та 5 лютого 2023 року: сильно посічено частину фасаду, вибито вікна.
Будинок є пам'яткою архітектури та містобудування місцевого значення № 7206-Ха.
Будинок інколи помилково приписується Товариству Гельферих-Саде чи його власнику Максиміліану Християновичу Гельфериху.

## Архітектура
Будинок виконано в стилі північного модерну з елементами німецького національного романтизму. Композиція фасаду вирізняється виразною вертикалізацією та складною об'ємною структурою, характерною для робіт Олександра Ржепішевського. Первісно в обробці планувалося використання деревини, зокрема дерев'яних балконних огорож, однак через вимоги міських регуляторів більшість елементів були виконані з металу та бетону. Однак залишено характерні для будинків Ржепішевського масивні дерев'яні вікна, які частково втрачені. З обох фасадів дахи увінчані великими щипцями. З боку вулиці Потебні — заокруглений ризаліт, на щипці пізніше прибудовано балкон, який руйнує загальний вигляд будівлі. Ліпнина та деталі з цього боку майже відсутні. З боку Чорноглазівської фасад прикрашено трьома жіночими маскаронами (один з яких втрачено), ліпниною на рослинну тематику та масивними дерев'яними рамами вікон з різьбленими півколонами та карнизами. Під щипцем — маленький еркер, а ліворуч димохід. Вікна під'їзду обрамлено сандриками, а найвище вікно — овальної форми. Праворуч від входу знаходиться стара частина будинку. Вона оздоблена повторюваною з основним фасадом ліпниною та одним чоловічим маскароном. Ліворуч — колонада, яка, можливо, залишилася від оригінального будинку. Вона зроблена з двох колон композитного ордера, які підтримують антаблемент з карнизом. Вхідна група під'їзду повторює риси цієї колонади. Однак колони замінені на пілястри, портал зроблений у формі арки, антаблемент відсутній, а над карнизом розміщено картуш. Збереглися оригінальні двері. Після численних перебудов будинок частково втратив автентичні риси: зникла черепиця даху, демонтовано металеві огорожі балконів, спотворено фасадні деталі. Встановлено нові металопластикові вікна, добудовано надбудови, а на кутах будівлі з'явилися нові конструкції.
Всередині будівлі основний під'їзд просторий, з широкими дерев'яними сходами з масивною балюстрадою. Стіни й стеля оздоблені ліпними деталями: маскаронами химерних створінь, схожих на дияволів, пілястрами, картушами тощо. У вестибюлі підлога вистелена плиткою заводу барона Берґенгейма, а в основній частині під'їзду — паркетна. Збереглися декілька оригінальних дверей квартир з металевими ручками з головами левів.

## Галерея

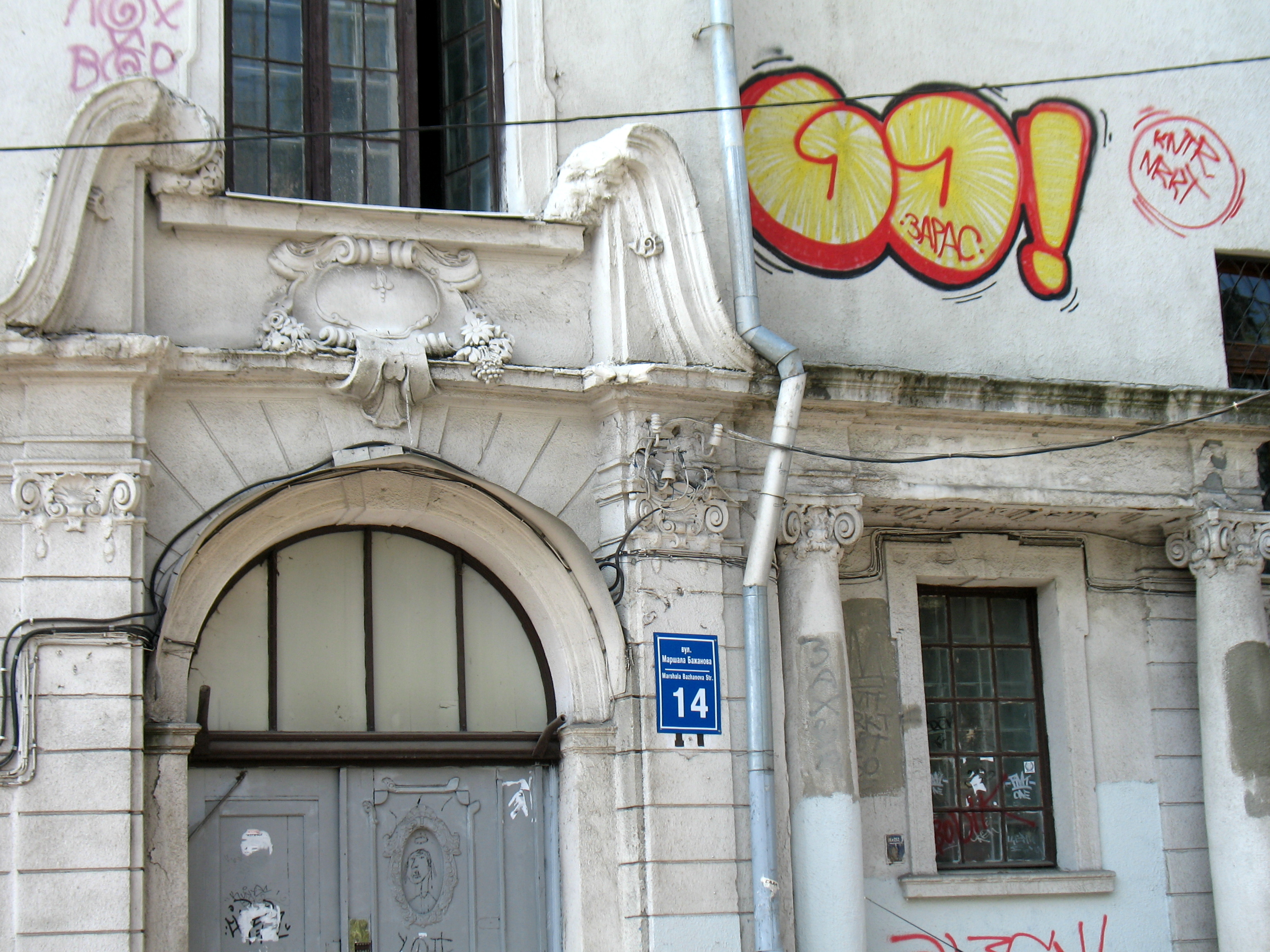
Вхідна група
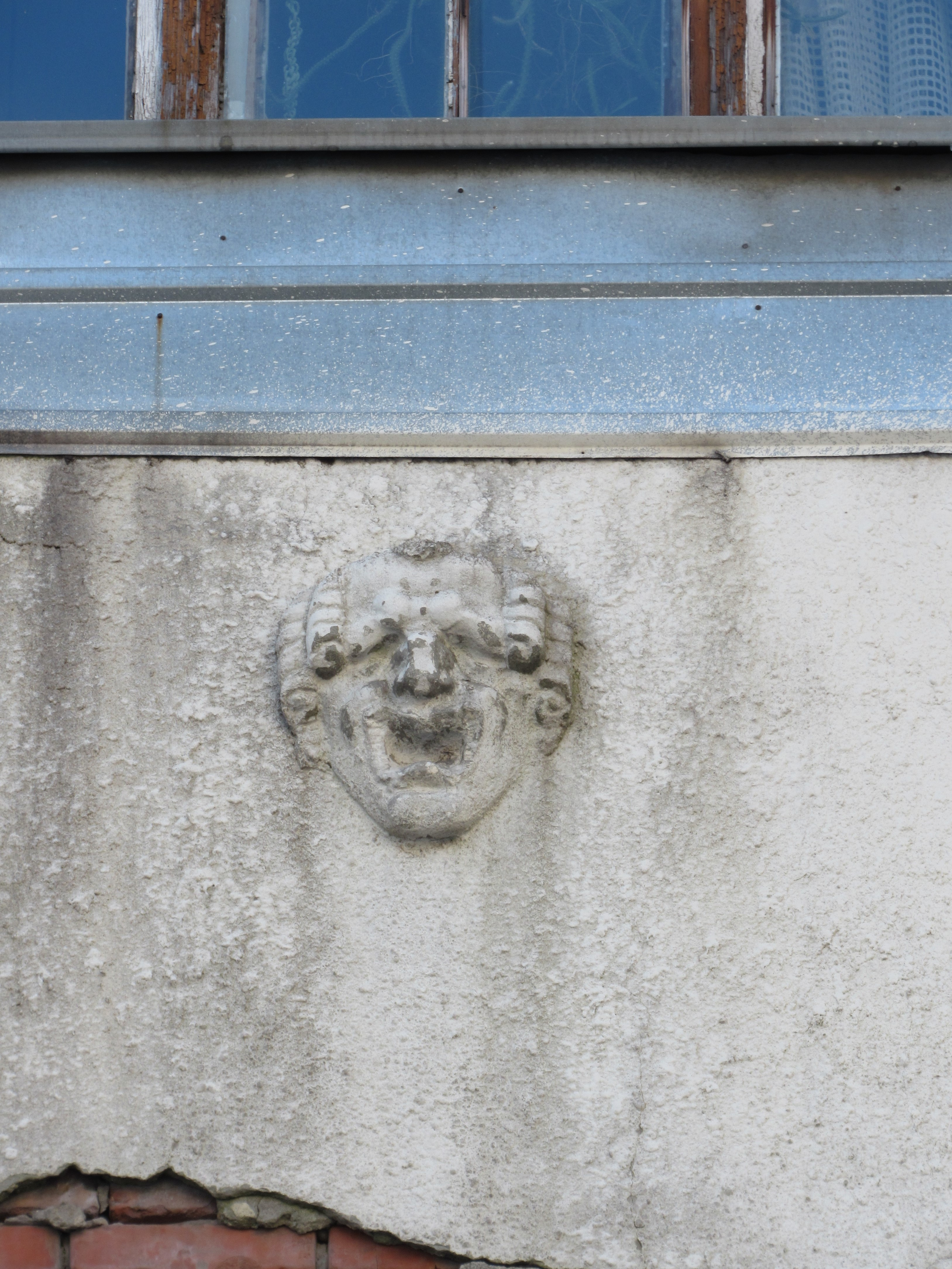
Маскарон на фасаді
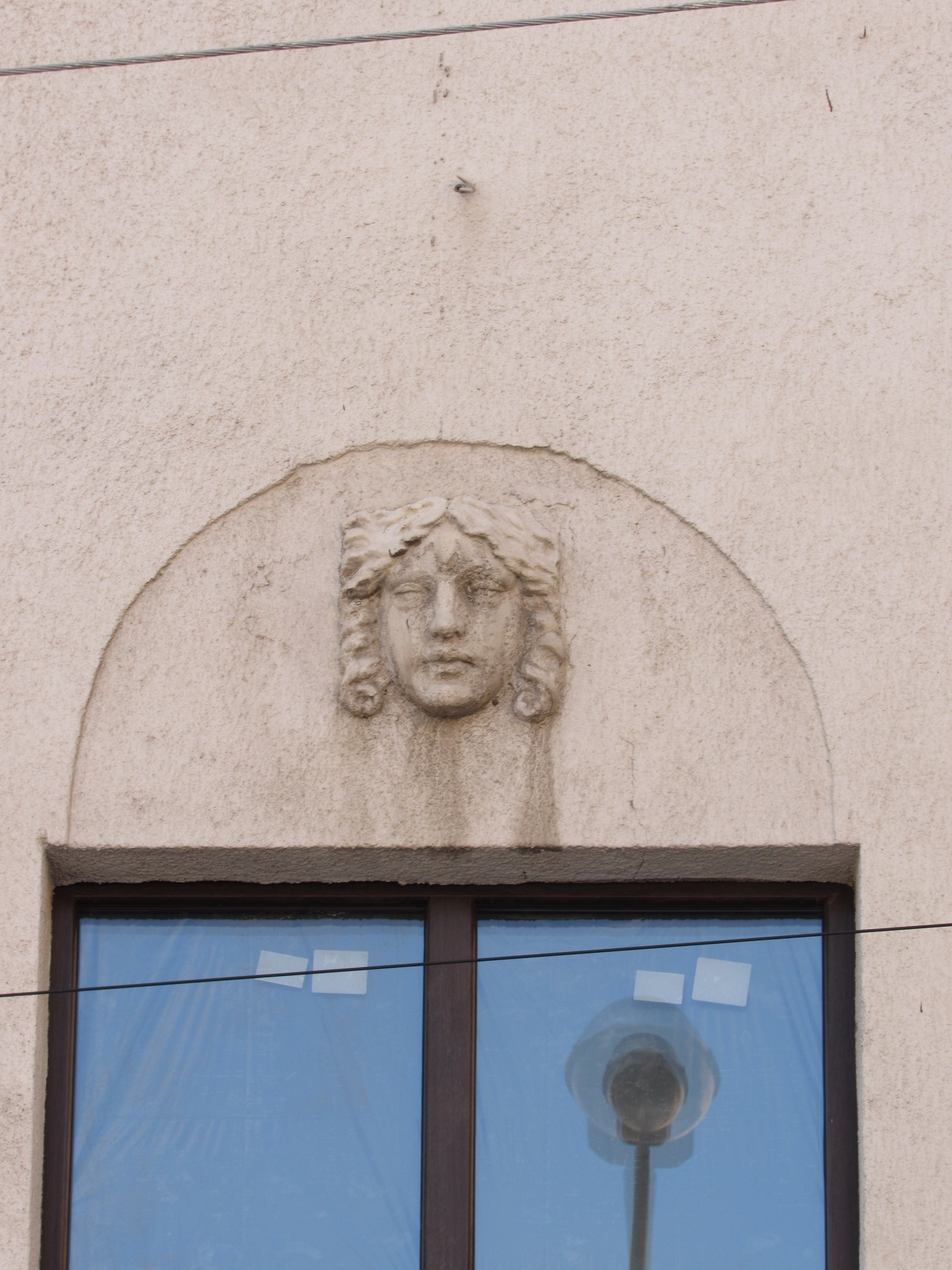
Маскарон на фасаді
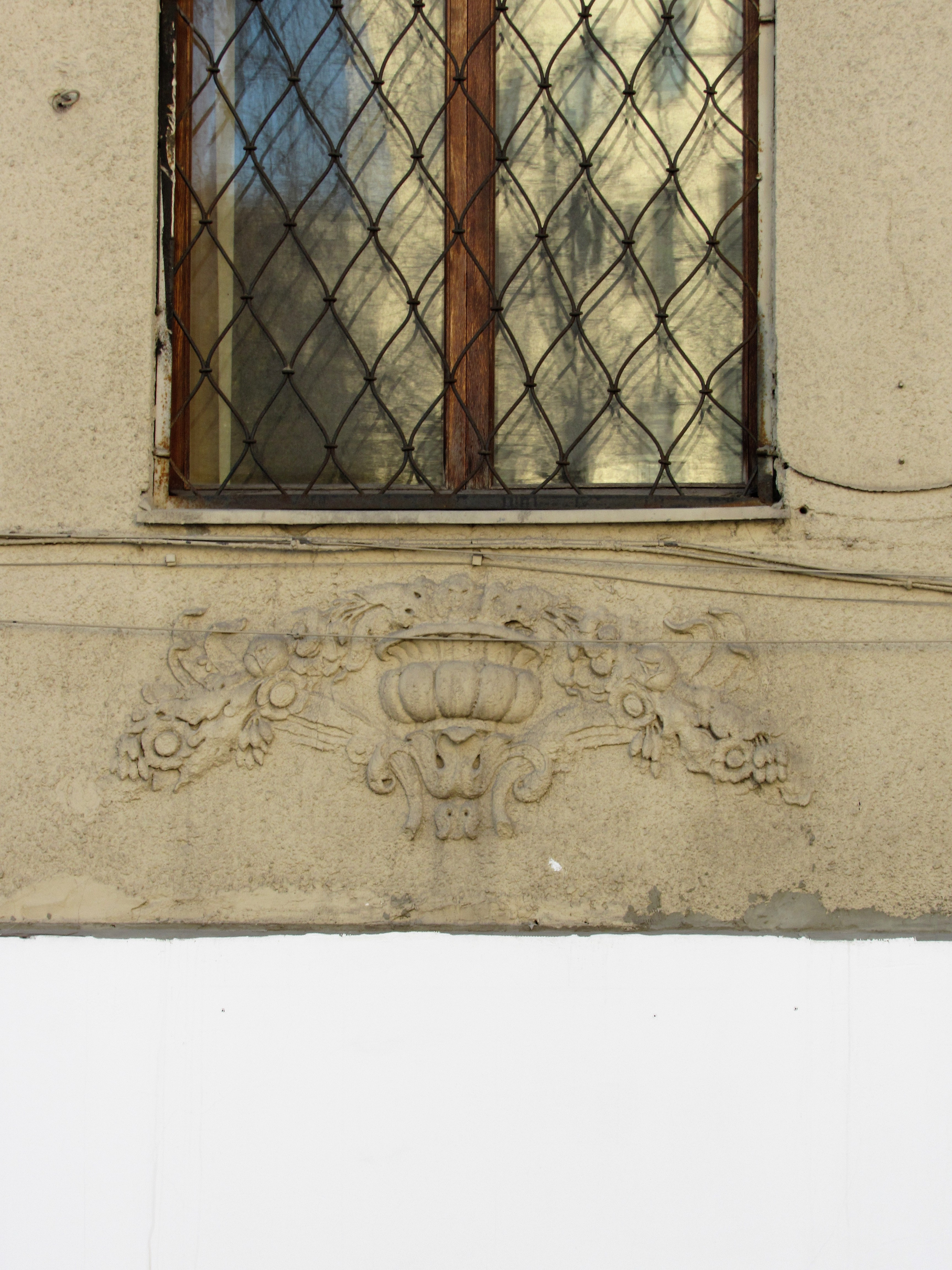
Ліпнина фасаду
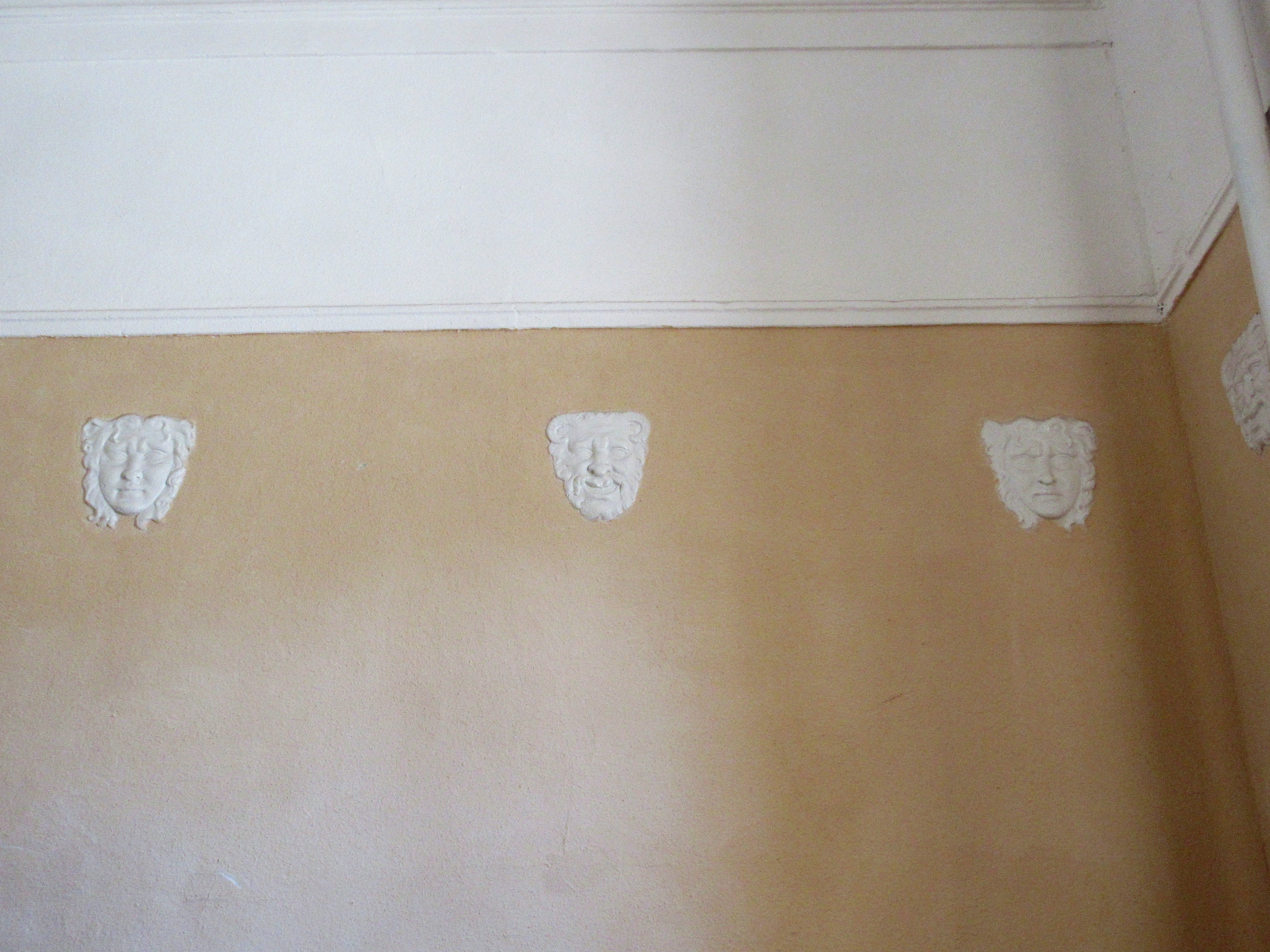
Маскарони під'їзду
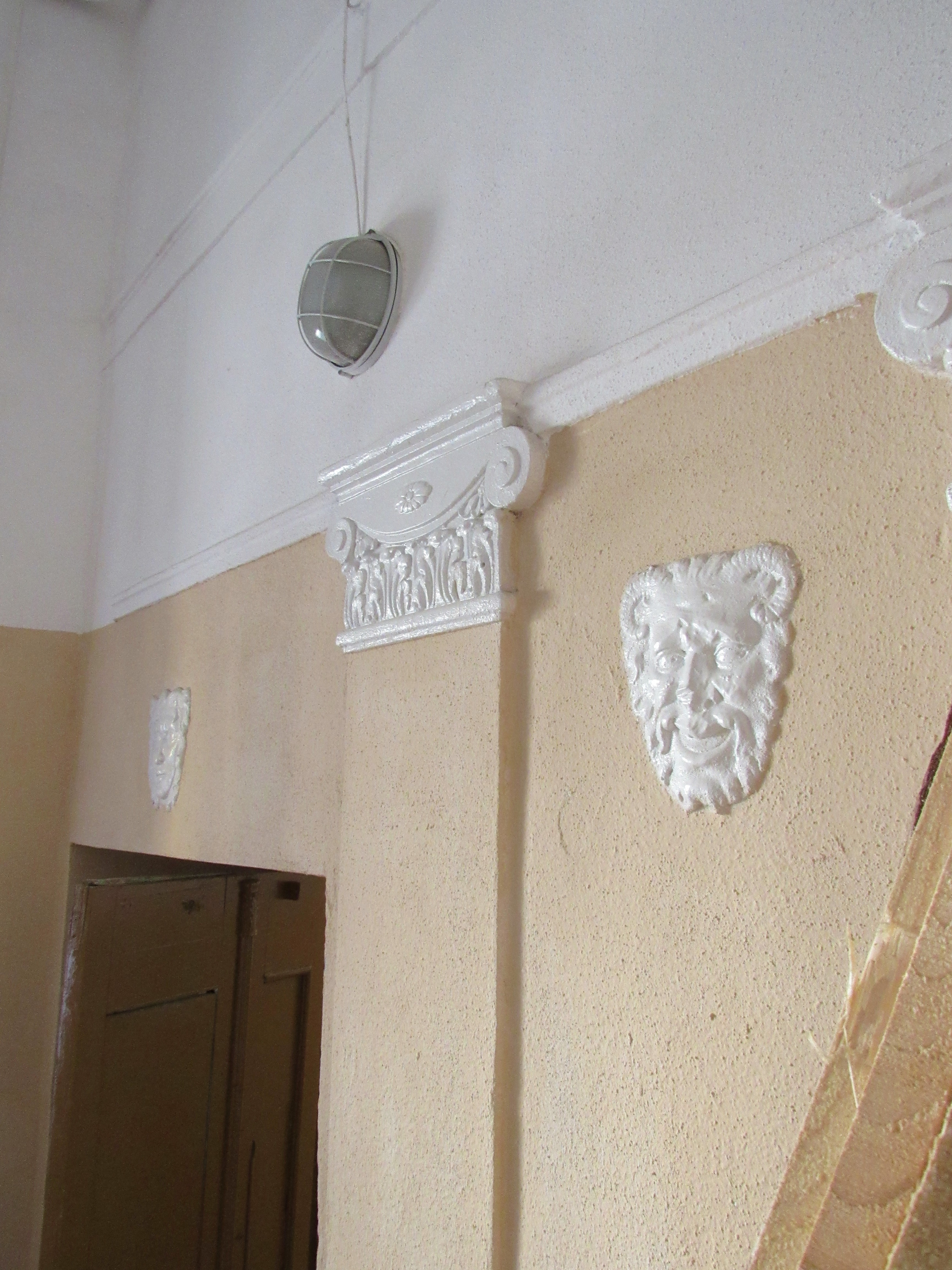
Деталі під'їзду
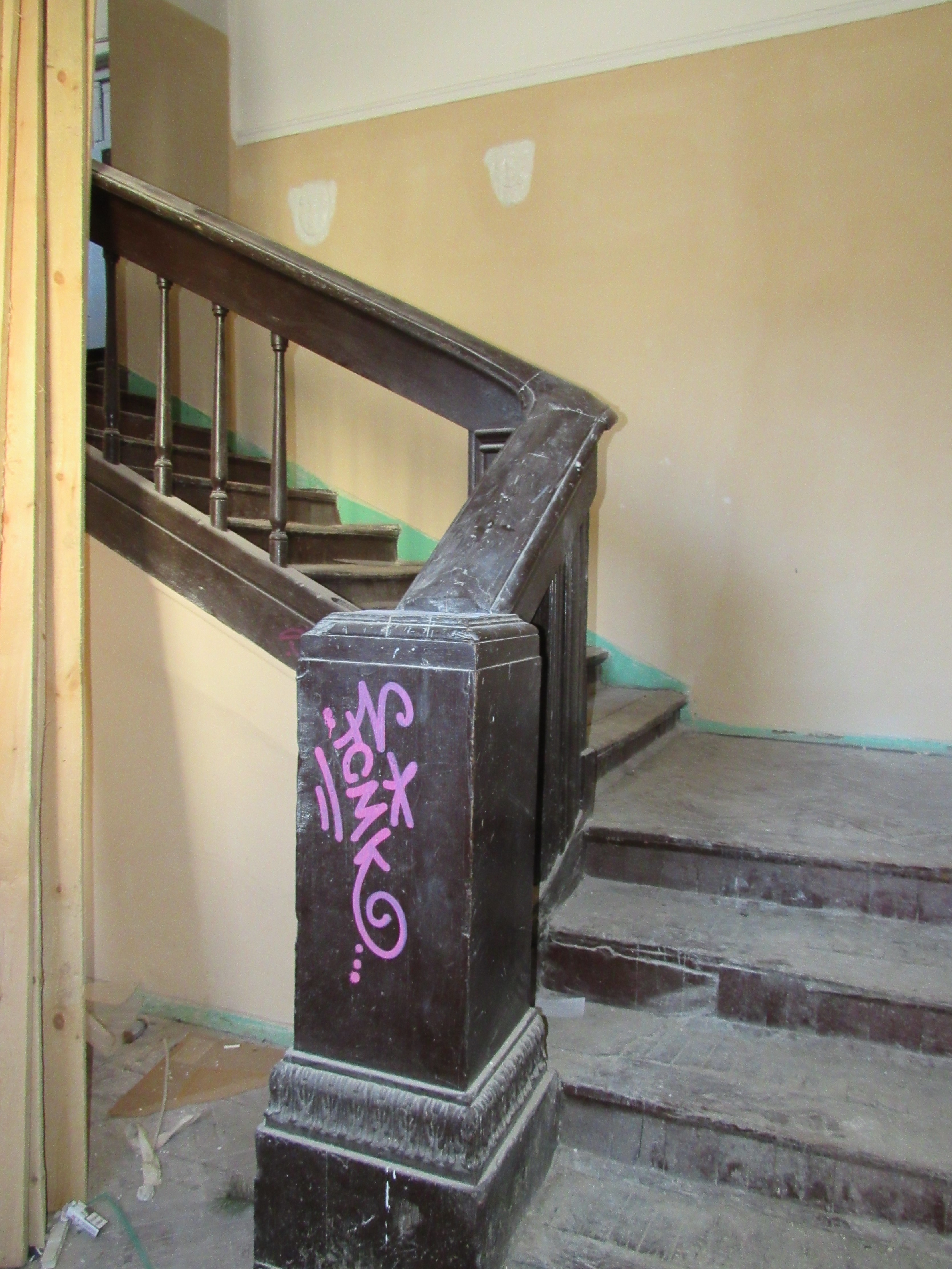
Сходи
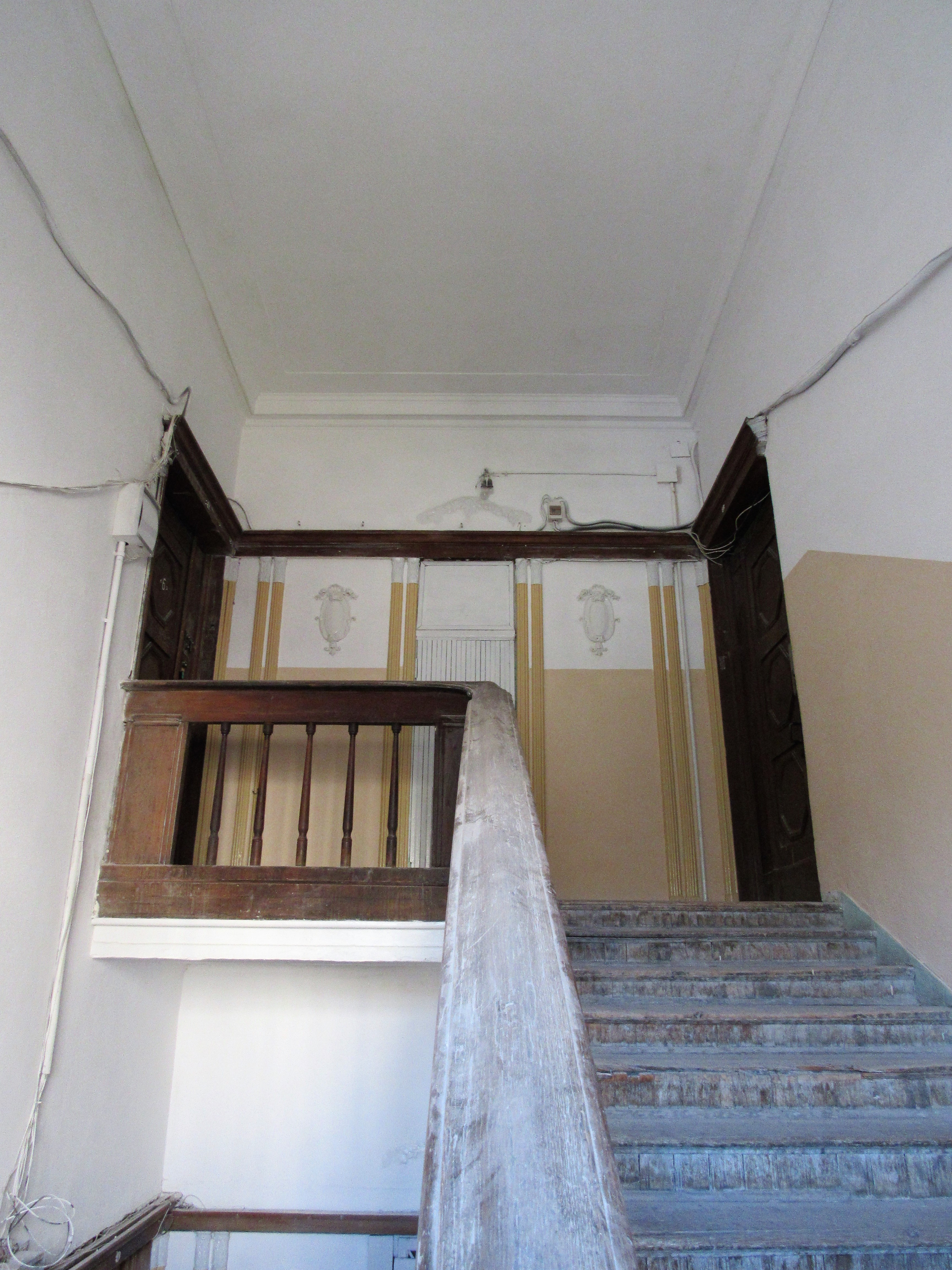
Під'їзд
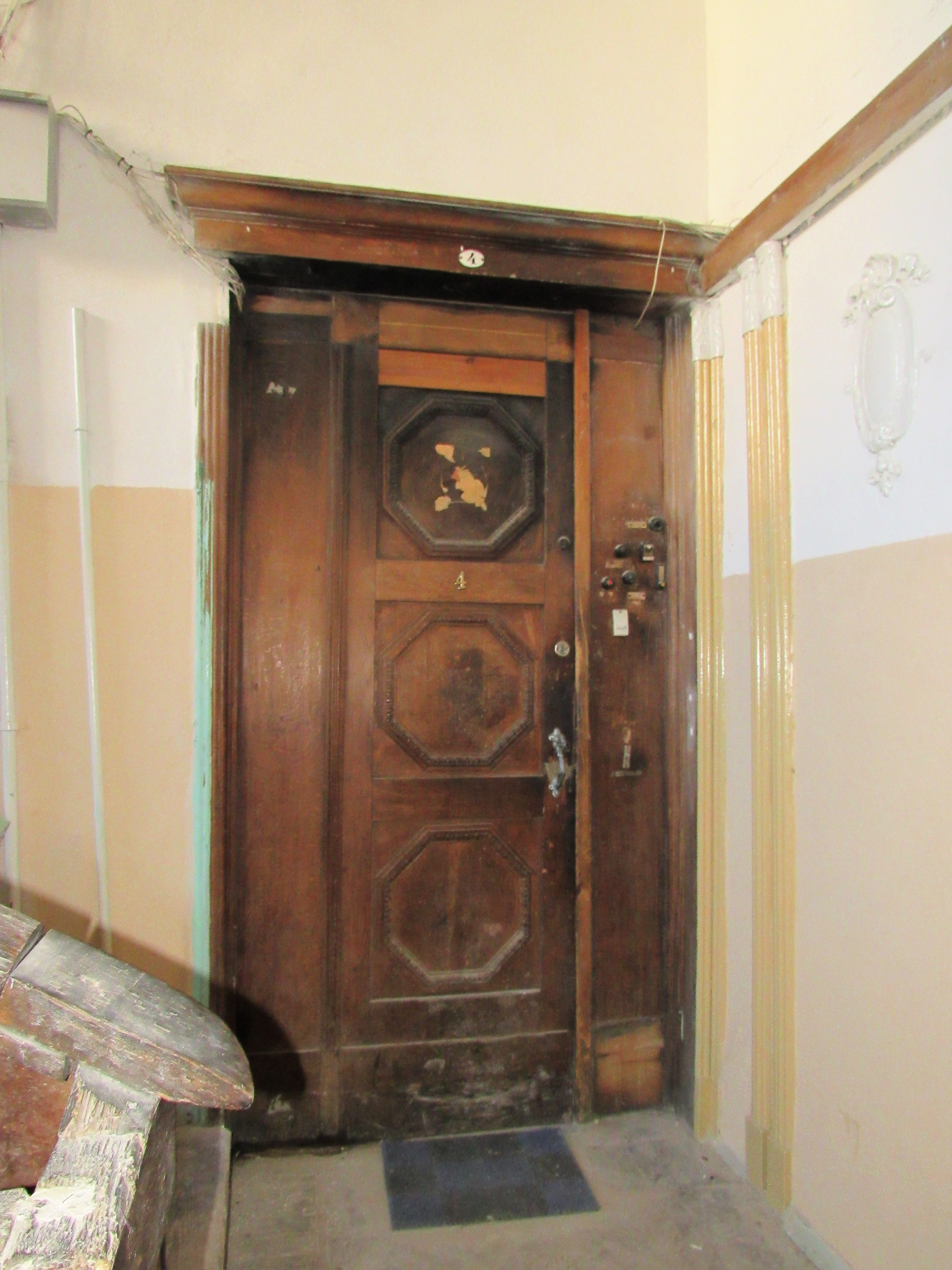
Дерев'яні двері квартири
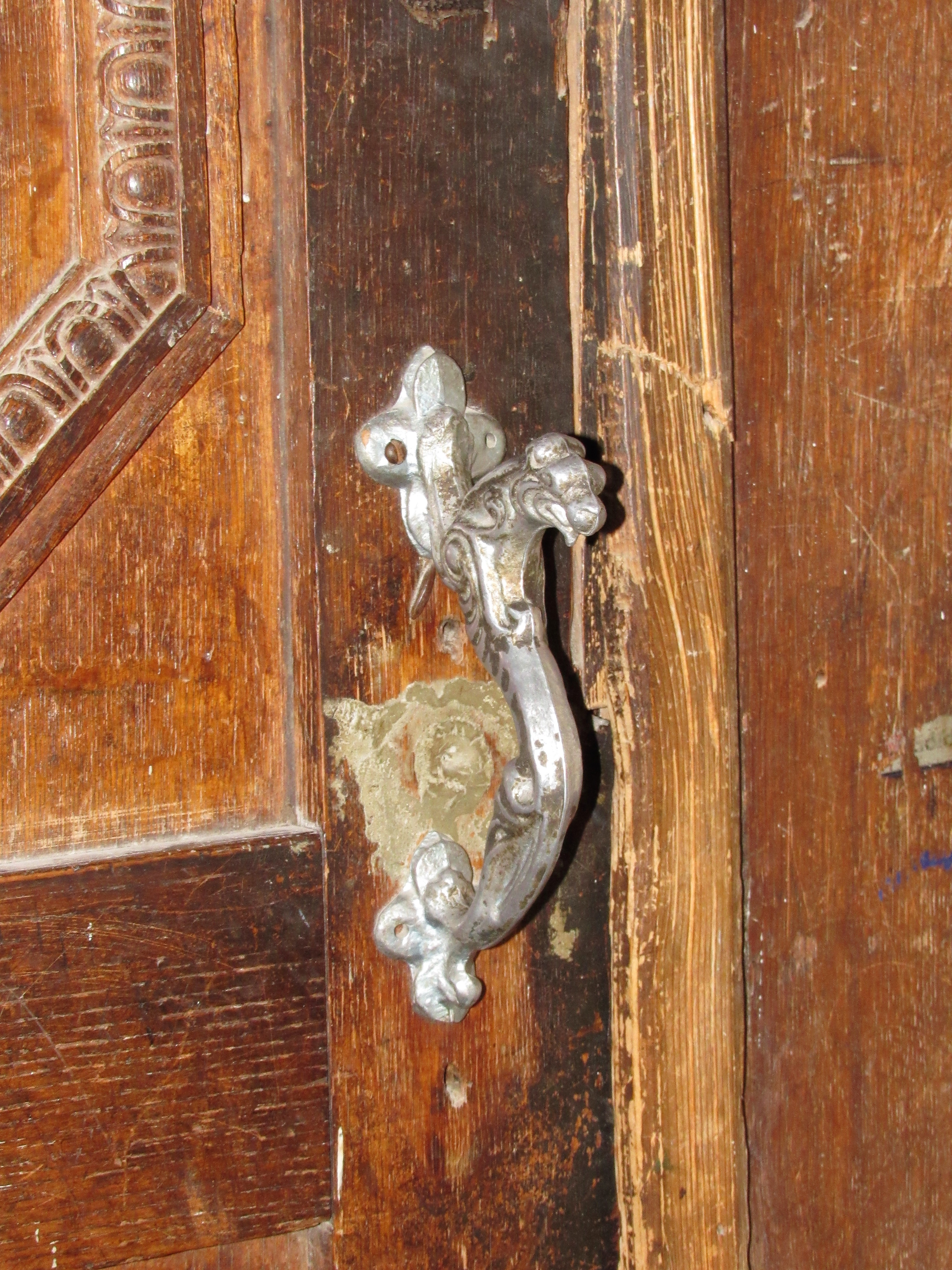
Ручка дверей
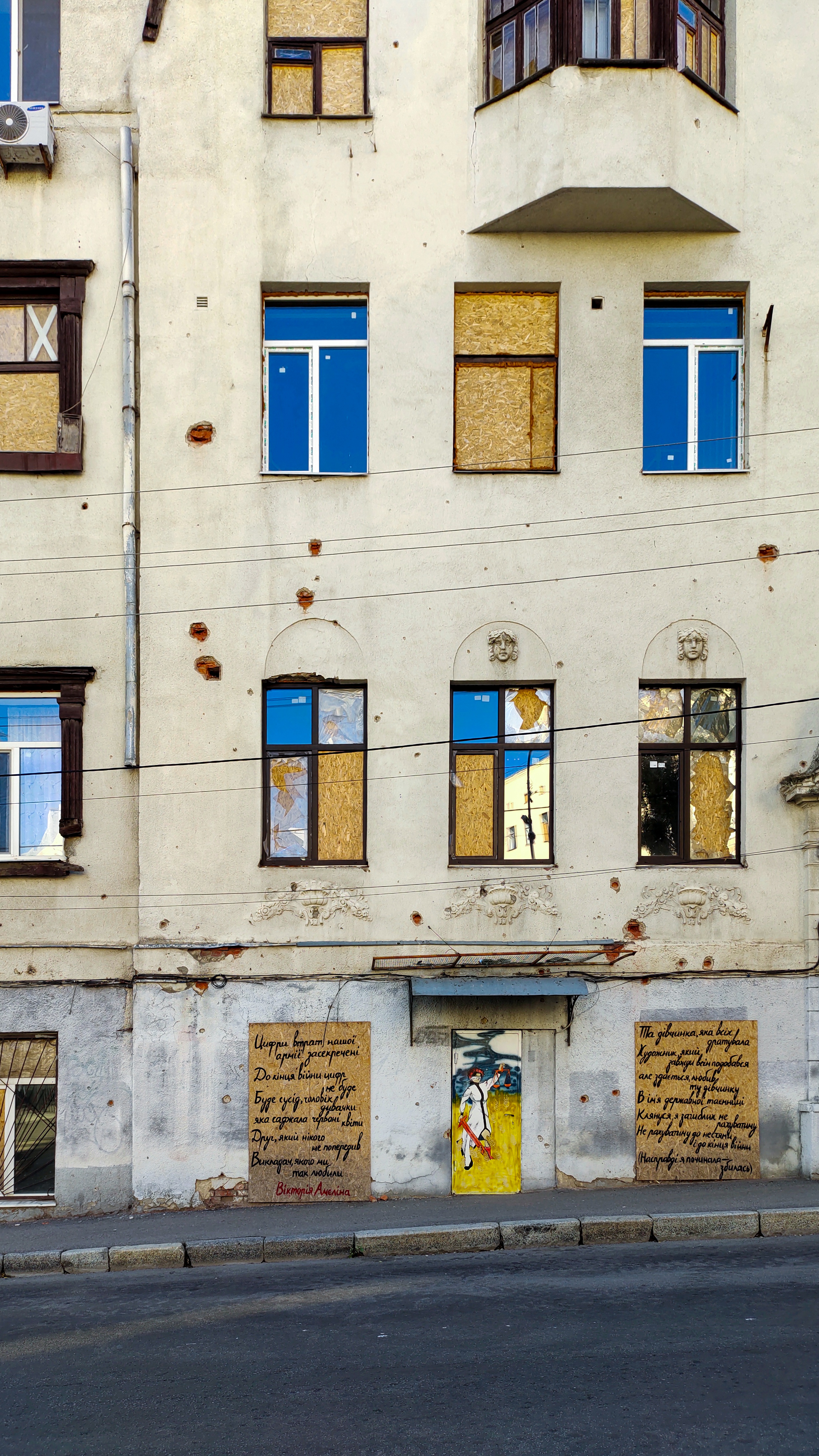
Пошкоджений фасад після російських атак